# Iorgos Kudas
Iorgos Kudas (grec: Γιώργος Κούδας) (23 de novembre de 1946) és un exfutbolista grec de la dècada de 1970.
Fou 43 cops internacional amb la selecció grega.
Pel que fa a clubs, defensà els colors de PAOK Salònica FC durant tota la seva carrera, més de vint temporades.

## Palmarès
PAOK
- Lliga grega de futbol: 1975-76
- Copa grega de futbol: 1971-72, 1973-74